# كيرن جيلالي
كيرن جيلالي (بالإنجليزية: Kieran Djilali)‏ هو لاعب كرة قدم بريطاني في مركز نصف الجناح، ولد في 1991 في لندن في المملكة المتحدة. لعب مع إيه أف سي ويمبلدون وكريستال بالاس ونادي بورتسموث ونادي تشيسترفيلد ونادي سليغو روفرز ونادي كرولي تاون ونادي كورك سيتي ونادي يميريك.

## وصلات خارجية
- كيرن جيلالي على موقع قاعدة بيانات كرة القدم.إي يو (الإنجليزية)
- كيرن جيلالي على موقع Soccerbase.com (لاعب) (الإنجليزية)